# Натанаил Папаникас
Натанаил (на гръцки: Ναθαναήλ) е православен духовник, митрополит на Цариградската патриаршия.

## Биография
Роден е със светското име Николаос Папаникас (Νικόλαος Παπανίκας) в теспротийското село Повла в 1838 година. Учи в училището Зосимеа в Янина, а след това в Атонската академия. От 1864 до 1870 е игумен на Рагийския манастир в Теспротия. В 1873 година става протосингел на митрополит Неофит Деркоски и на наследника му Йоаким I.
на 27 януари 1879 година е избран и на 4 февруари 1879 година е ръкоположен в патриаршеската катедрала „Свети Георги“ в Цариград за серски митрополит. Ръкополагането е извършено от патриарх Йоаким III Константинополски в съслужение с митрополитите Агатангел Ефески, Филотей Никомидийски, Йоаким Деркоски, Никифор Имброски и Константий Фанариоферсалски.
От януари 1886 до 25 октомври 1908 година е бурсенски митрополит, след което е преместен като никополски и превезки. В 1894 година и в 1907 година е наместник на патриаршеския престол в Константинопол. Умира в 1910 година. В родното му село му е издигнат бюст. Умира в Превеза на 13 януари 1910 година. Погребан е до църквата „Свети Николай“.